# Spirotecoma spiralis
Spirotecoma spiralis là một loài thực vật có hoa trong họ Chùm ớt. Loài này được (C.Wright ex Griseb.) Pichon miêu tả khoa học đầu tiên năm 1945.